# Толстой, Илья Андреевич (1813)
Граф Илья Андреевич Толстой (7 августа [19 августа] 1813 — 21 июля [2 августа] 1879) — генерал-лейтенант русской императорской армии, сенатор из рода Толстых. Атаман Оренбургского казачьего войска (1859—1863). Один из многочисленных внуков графа А.И. Толстого. Двоюродный дядя Льва Толстого (отец Ильи Андреевича был младшим братом деда писателя).

## Биография
Отец Ильи Андреевича Толстого, Андрей Андреевич Толстой (1771—1844) — полковник, предводитель дворянства Белёвского уезда, с 1826 года — советник Царскосельского дворцового правления. Мать Ильи Андреевича Толстого, Прасковья Васильевна Толстая, урождённая Барыкова (1796—1879), посвятила себя воспитанию детей. Одна из трёх сестер Ильи Андреевича, Александра Андреевна Толстая (камер-фрейлина, воспитательница царских детей), известна по своей многолетней переписке с Львом Николаевичем Толстым, была близким другом писателя.
Илья Толстой окончил Школу гвардейских подпрапорщиков и юнкеров и свою дальнейшую жизнь связал с армией. В его послужном списке значится, что в службу он вступил 26 декабря 1829 года унтер-офицером в лейб-гвардии Егерский полк; 22 сентября 1830 года произведен в юнкера, а через 2 года в — прапорщики с переводом в лейб-гвардии Финляндский полк, где прослужил шесть лет. В 1838 году поручик Толстой в составе Кабардинского Егерского полка воевал с горцами, за отличие в боях был награждён орденом Святой Анны 3-й степени. 6 октября 1840 года Толстой получил звание капитана и Высочайшим указом от 21 октября 1840 года определён адъютантом к командиру отдельного Оренбургского корпуса генерал-адъютанту В.А. Перовскому, с переводом в Гренадерский Его Величества Короля Прусского полк. По производстве 19 октября 1841 года в майоры и затем 6 декабря 1843 года в подполковники, Толстой назначен состоять при Военном министерстве по армии. С 8 апреля 1848 года по 25 марта 1849 года он служил военно-уездным начальником Шавельского уезда Ковенской губернии и получил на этой должности чин полковника; по отчислении от должности переведён в Полоцкий егерский полк (к нему присоединился на походе в Венгрию). За усмирение Венгерского мятежа Толстой был награждён орденом Святого Владимира 4-й степени. 27 января 1850 года Толстой прикомандирован к образцовому пехотному полку. Через год он вновь вызван в Оренбург и назначен (12 мая 1851 года) к командиру Оренбургского отдельного корпуса для особых поручений с зачислением по армии. 31 мая 1852 года полковник Толстой получил новое назначение: помощник командующего Башкиро-Мещерякским войском. 7 февраля 1853 года он вступил в должность начальника штаба Оренбургского казачьего войска с зачислением по кавалерии. Весной 1853 года войска Оренбургского отдельного корпуса участвовали в штурме крепости Ак-Мечеть; полковник Толстой был представлен к награде, так как он (и об этом в представлении) «по управлению войском указал особенную заботливость и умение». После шестилетней службы в качестве начальника штаба генерал-майор Толстой стал наказным атаманом Оренбургского казачьего войска и находился на этой должности с 24 октября 1859 года по 6 марта 1863 года. После перевода из Оренбурга он состоял инспектором Пограничной стражи (с оставлением по армейской кавалерии). 30 августа 1864 года Толстой был произведён в генерал-лейтенанты.
16 апреля 1874 года вышел указ о зачислении графа Толстого «в казачье сословие Оренбургского войска по станице Оренбургской с настоящей должности». Указом от 17 апреля 1874 года ему было «Всемилостивейше повелено присутствовать в Правительствующем Сенате». Илья Андреевич Толстой служил в Департаменте Герольдии. Согласно следующему указу, вышедшему через год (30 мая 1875 года), за графом Толстым сохранялось право на ношение мундира Оренбургского казачьего войска. В указе говорилось: «…бывшему Наказному Атаману Оренбургского казачьего войска, ныне Сенатору, состоящему по армейской кавалерии и присутствующему в Департаменте Герольдии Правительствующего Сената, генерал-лейтенанту Гр. Толстому сохранить право на ношение мундира, означенному войску присвоенного…».

## Воинские звания
- Унтер-офицер (26.12.1829)[3]
- Юнкер (22.09.1830)
- Прапорщик (07.09.1832)
- Капитан (06.10.1840)
- Полковник (06.12.1848)
- Генерал-майор (26.08.1856)
- Генерал-лейтенант (30.08.1864)

## Награды
- Орден Святой Анны 3 ст. с мечами и бантом (1839)[3]
- Орден Святого Станислава 2 ст. (1843)
- Орден Святого Владимира 4 ст. с бантом (1849)
- Орден Святого Георгия 4 ст. за 25 лет службы (1853)
- Ордену Святой Анны с Императорской короной 2 ст. (1854)
- Знак отличия за XX лет беспорочной службы (1854)
- Орден Святого Владимира 3 ст. (1855)
- Орден Святого Станислава 1 ст. (1859)
- Знак отличия за XXV лет беспорочной службы (1859)
- Ордену Святой Анны 1 ст. (1863)
- Орден Святого Владимира 2 ст. (1871)
- Орден Белого Орла (1873)

## Отношения с Львом Толстым
Илья Андреевич Толстой помог молодому Льву Толстому поступить на военную службу на Кавказе. Немецкий славист и критик Р. Лёвенфельд в путевых очерках «Разговоры о Толстом и с Толстым» коснулся этого важнейшего события в жизни писателя, который рассказывал:
Со своим братом я не поехал, я последовал за ним потом. Он был здесь и предложил мне поступить на службу на Кавказе, однако мне не хотелось. И только когда я в Москве проигрался, я поехал туда добровольцем. Сначала я совсем не думал о том, чтобы добиваться офицерской должности. Я вел совершенно рассеянную жизнь. Квартира моя стоила пять рублей в месяц. Я экономил, где мог, и в самое короткое время погасил свои московские долги. Я блуждал со старым казаком Епишкой вокруг станицы Старогладковской, в рассказе его зовут Ерошкой. Однажды мы забрались в лес, чтобы поймать ястреба. На Кавказе охотятся именно с ястребами. На обратном пути встретили моего двоюродного дядю Илью Андреевича. Он был при командующем Барятинском. Он пригласил меня к себе и предложил мне вступить в армию. У меня не было документов, которые были для этого необходимы, и прошли недели и месяцы, прежде чем я их получил. Я сдал в Тифлисе экзамен на юнкера и осенью поступил в легкую артиллерию…
Со словами: «Добрейший дядюшка», — Лев Толстой обращался к Илье Андреевичу (с просьбами об архивных сведениях из Сената).
В Петербурге Илья Андреевич проживал (был вдов) с приёмной дочерью Пашенькой (1853—1859). В семье девочку очень любили, знал её и Лев Николаевич. О Пашеньке не раз сообщала писателю сестра Ильи Андреевича, Александра Андреевна, к примеру так: «Маленькая Паша радуется свиданию с вами, я даю ей к вам поручения».
В январе 1878 года Александра Андреевна Толстая очень ждала приезда Льва Толстого в Петербург и напоминала в письме: «Брат вас просит прямо въехать к нему, Моховая, 18. Помещение не роскошное, но вы за этим не погонитесь. А я уже заранее запираю свои двери всем intrus и просиживаю с вами все предобеденные часы, затем отправляемся вместе обедать к маминьке и так далее. Мне кажется, что мы не переговорим никогда всего, что хочется и нужно сказать. Если возможно, не откладывайте, милый друг, этот момент так удобен и жизнь коротка, а дружба все-таки чего-нибудь да стоит».
В последние годы своей жизни Илья Андреевич занимал пост петербургского сенатора. Александра Андреевна так писала о брате: «Сенаторствует по утрам, а вечером светский человек и притом добрейший семьянин, истинно примерный сын».
Илья Андреевич Толстой скончался в Швейцарии (Кларан) после тяжелой болезни (от водяной). Похоронен рядом с родителями на монастырском кладбище в Свято-Троицкой Сергиевой Приморской мужской пустыни (в Стрельне).

## Комментарии
1. ↑  Непрошеным (фр.).